# Homoneura patelliformis
Homoneura patelliformis är en tvåvingeart som först beskrevs av Becker 1895.  Homoneura patelliformis ingår i släktet Homoneura och familjen lövflugor. Arten är reproducerande i Sverige. Inga underarter finns listade i Catalogue of Life.